# Johanne Blouin
Pour les articles homonymes, voir Blouin.
Johanne Blouin (née le 19 septembre 1955 à Saint-Hyacinthe) est une chanteuse (interprète et auteure) québécoise.

## Biographie
Après avoir fait des études en musique, Johanne Blouin se fait remarquer en 1980 dans la version québécoise de Starmania, alors qu'elle remplace à l'occasion France Castel. Par la suite, Carole Laure et Lewis Furey l'engagent dans leur spectacle intitulé Vous avez dû mentir aussi. Elle participe ensuite à plusieurs émissions de variétés et enregistre de nombreuses réclames publicitaires.
Elle travaille pendant quelques années comme choriste. C'est ainsi qu'en 1982, elle fait les chœurs sur l'album Une affaire de cœur de Nicole Martin et deux ans plus tard, elle récidive sur l'album L'Amour avec toi de cette même artiste. Toujours en 1984, elle fait les chœurs sur les albums Il y a de l'amour dans l'air de Martine St-Clair et Hymnes à l'amour de Claudette Dion ainsi que sur plusieurs autres productions entre 1982 et 1986, notamment celles de Gilles Rivard, Patrick Norman, Sylvain Lelièvre et Martine Chevrier. Elle débute en solo sous le pseudonyme de Joey Sullivan et enregistre en 1985 sur étiquette Vamp un disque anglophone qui ne lui ressemble pas. Elle oublie sa carrière anglophone et décide de chanter sous son nom véritable.
En 1987, elle enregistre un disque hommage à Félix Leclerc intitulé Merci Félix. L'album paraît l'année suivante, quelques mois avant la mort de Félix Leclerc. L'album est produit par Guy Cloutier. Toujours avec Guy Cloutier, Johanne Blouin enregistre un disque éponyme en 1989 qui inclut le succès Dors Caroline, écrit et composé par Pierre Flynn. Elle reçoit un Félix à l'ADISQ la même année pour cet album.
En 1990, elle enregistre avec Yves Lapierre l'album Sainte Nuit qui sera certifié platine. Entre-temps, Johanne Blouin compose elle-même son album Entre l'amour et la guerre, qui paraît en 1992 et qui est son dernier album avec Guy Cloutier. En 1993, elle conçoit le collectif Au nom de l'amour avec des artistes invités pour lutter contre le sida. La même année, dans sa maison d'Outremont, elle présente l'album Souviens-moi sur sa propre étiquette qui répond au nom de L'Étoile du Nord. Souviens-moi contient quelques-unes des plus belles chansons du répertoire français. En 1994, elle enregistre Johanne Blouin chante Noël, toujours avec Yves Lapierre. Ce disque est certifié or. Suit peu après l'album Elle le dira.
En 1996, Guy Cloutier présente la compilation De Félix à aujourd'hui, faite sans le consentement de l'étiquette de l'artiste. Guy Cloutier doit retirer l'album du marché immédiatement peu après sa parution. En 1997, Johanne Blouin est entourée d'un nouveau gérant, Michael Roy, et elle enregistre l'album Noëls d'espoir avec le pianiste français Michel Legrand. Au printemps 1998, elle lance Que veux-tu que j'te dise ?, dernier disque à paraître sur étiquette L'Étoile du Nord. Ce disque rend hommage à Jean-Pierre Ferland. Deux albums avec Vic Vogel suivent peu après : Everything must change (2000) et Until I Met You (2004). Johanne Blouin lance un quatrième album de Noël en 2006 intitulé Noël avec Johanne Blouin. Elle revient à la chanson populaire en 2010 avec l'album Lui.
En 2015, Johanne Blouin lance JB Johanne Blouin, une collection de tricot haut de gamme. Tricotant depuis des années, c'est avec des partenaires comme Jean Airoldi ainsi que Mariouche qu'elle réussit à mettre en œuvre ce chef-d'œuvre du monde des designers.

## Discographie

### Albums
- 1985 : Joey Sullivan (Vamp) 110
- 1988 : Merci Félix (Les Productions Guy Cloutier) PGC-904, PGC-CD-904, PGC-4-904
- 1989 : Johanne Blouin (Les Productions Guy Cloutier) PGC-910, PGC-CD-910, PGC-4-910
- 1990 : Sainte Nuit (Les Productions Guy Cloutier) PGC-CD-914, PGC-4-914
- 1992 : Entre l'amour et la guerre (Les Productions Guy Cloutier) PGC-CD-922, PGC-4-922
- 1993 : Souviens-moi (L'Étoile du Nord) JBCD-9800 (064027980028), JB4-9800 (064027980042)
- 1994 : Johanne Blouin chante Noël (L'Étoile du Nord) JBCD-9801 (064027980127), JB4-9801
- 1995 : Elle le dira (L'Étoile du Nord) JBCD-9802 (064027980226)
- 1997 : Noëls d'espoir (L'Étoile du Nord) JBCD-9803 (064027980325), JB4-9803 (Réalisé avec Michel Legrand)
- 1998 : Que veux tu que j'te dise ? (Album Hommage à Jean-Pierre Ferland) (L'Étoile du Nord) JBCD-9804 (064027980424), JB4-9804
- 2000 : Everything Must Change (Justin Time Records) JUST 141-2, JUST 141-4
- 2004 : Until I Met You (Justin Time Records) JUST 207-2
- 2005 : Rose Drummond (Roses Roses) JBRD-1 et Rose Drummond (Roses Rouges) (Rose Drummond Inc.) JBRD-2
- 2006 : Noël avec Johanne Blouin (Zone 3) ZCD-1070
- 2010 : Lui (Musicor) MQMCD-2411
- 2014 : French Kiss (Pyramide Bleue) PYR2-4462

### Compilations
- 1996 : De Félix à aujourd'hui (Compilation) (Les Productions Guy Cloutier) PGC-CD-992
- 1998 : Coffret Noël (2 CD) (L'Étoile du Nord) JBCD-9805 (064027980523)

### Participations à d'autres albums
- 1983 : À frais virés (album de Sylvain Lelièvre avec qui elle interprète Rock, banana-split et crème soda)
- 1993 : Au nom de l'amour (collectif) (Disques Fondation Au nom de l'amour) ANL-CD-2-666

### Participations comme choriste
- 1982 : Album Une affaire de cœur de Nicole Martin
- 1983 : Album De l'autre côté de la saison des pluies de Gilles Rivard
- 1983 : Album À frais virés de Sylvain Lelièvre
- 1984 : Album L'Amour avec toi de Nicole Martin
- 1984 : Album Il y a de l'amour dans l'air de Martine St-Clair
- 1984 : Album Ensemble de Martine Chevrier
- 1984 : Album Quand on est en amour de Patrick Norman
- 1984 : Album Hymnes à l'amour de Claudette Dion
- 1985 : Album Martine Chevrier… de Martine Chevrier
- 1986 : Album Lignes de cœur de Sylvain Lelièvre

## Lauréate et nominations

### Gala de l'ADISQ
| Année | Catégorie                          | Pour           | Résultat   |
| ----- | ---------------------------------- | -------------- | ---------- |
| 1988  | découverte de l'année              | Johanne Blouin | nomination |
| 1988  | interprète féminine de l'année     | Johanne Blouin | nomination |
| 1988  | microsillon de l'année - populaire | Merci Félix    | lauréat    |
| 1988  | premier disque de l'année          | Merci Félix    | lauréat    |
| 1989  | interprète féminine de l'année     | Johanne Blouin | lauréat    |
| 1989  | spectacle de l'année - populaire   | Johanne Blouin | nomination |
| 1990  | chanson populaire de l'année       | Dors Caroline  | nomination |
| 1990  | interprète féminine de l'année     | Johanne Blouin | nomination |
| 1990  | microsillon de l'année - populaire | Johanne Blouin | lauréat    |
| 1990  | spectacle de l'année - populaire   | Johanne Blouin | nomination |
| 1991  | microsillon de l'année - populaire | Sainte Nuit    | nomination |
| 1994  | album de l'année - populaire       | Souviens-moi   | nomination |

### Prix Juno[7]
| Année | Catégorie                       | Pour                       | Résultat   |
| ----- | ------------------------------- | -------------------------- | ---------- |
| 1989  | interprète féminine de l'année  | Johanne Blouin             | nomination |
| 1995  | album francophone le plus vendu | Johanne Blouin chante Noël | nomination |